# Iridotaenia ocularis
Iridotaenia ocularis es una especie de escarabajo joya del género Iridotaenia, de la familia Buprestidae, orden Coleoptera.

## Distribución
Se distribuye por la región indomalaya.

## Taxonomía
Fue descrita por Kerremans en 1895.